# 17889 Liechty
17889 Liechty este un asteroid din centura principală de asteroizi.

## Descriere
17889 Liechty este un asteroid din centura principală de asteroizi. A fost descoperit pe 20 februarie 1999 la Socorro, New Mexico, în cadrul proiectului LINEAR. Asteroidul prezintă o orbită caracterizată de o semiaxă mare de 2,41 ua, o excentricitate de 0,11 și o înclinație de 4,6° în raport cu ecliptica.